# Hans-Georg Gadamer

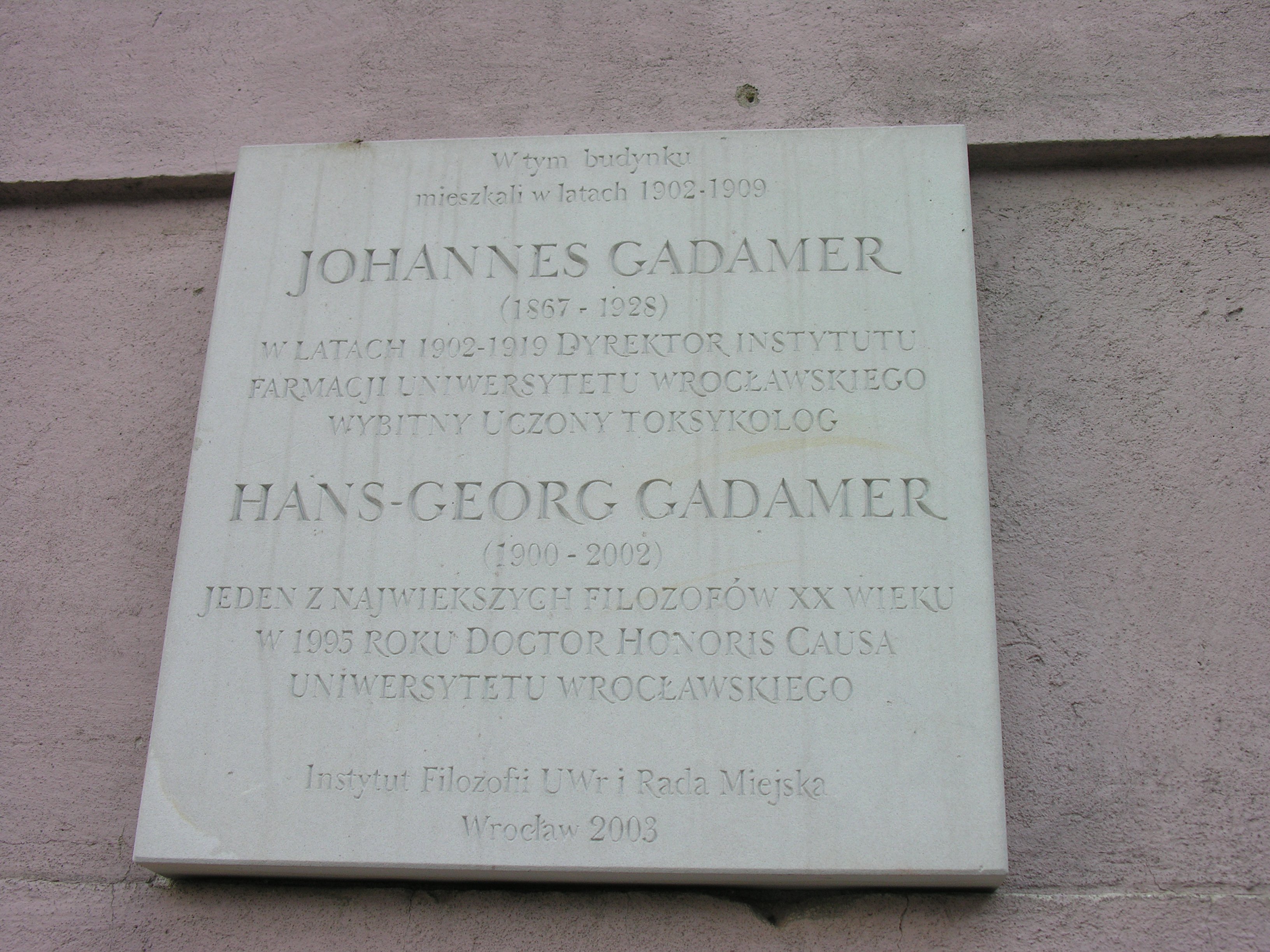
Placa commemorativa en honor de Hans-Georg Gadamer

Hans-Georg Gadamer [hans ˌɡ̊eːɔʶk ˈg̊ɑːdɑmɐ] (1900-2002) va ser un filòsof alemany que va conrear l'hermenèutica i va realitzar comentaris sobre la filosofia antiga. Deixeble de Martin Heidegger, va estar tota la seva vida lligat al món universitari. Va posicionar-se activament contra el règim del nazisme i del comunisme.

## Biografia

### Família i primers anys
Gadamer va néixer a Marburg, Alemanya, fill de Johannes Gadamer (1867–1928), professor de química farmacèutica que més tard també va exercir com a rector de la Universitat de Marburg. Es va criar com a cristià protestant. Gadamer va resistir la instància del seu pare per dedicar-se a les ciències naturals i es va interessar cada cop més per les humanitats. La seva mare, Emma Karoline Johanna Geiese (1869–1904) va morir de diabetis quan Hans-Georg tenia quatre anys, i més tard va assenyalar que això podria haver tingut un efecte en la seva decisió de no continuar estudis científics. Jean Grondin descriu que Gadamer va trobar en la seva mare una contrapartida poètica i gairebé religiosa de la mà de ferro del seu pare. Gadamer no va servir durant la Primera Guerra Mundial per motius de mala salut  i de la mateixa manera va quedar exempt de servir durant la Segona Guerra Mundial a causa de la poliomielitis.

### Educació
Més tard va estudiar clàssics i filosofia a la Universitat de Breslau  amb Richard Hönigswald, però aviat va tornar a la Universitat de Marburg per estudiar amb els filòsofs neokantians Paul Natorp (el seu assessor de tesi doctoral) i Nicolai Hartmann. Va defensar la seva tesi L'essència del plaer als diàlegs de Plató (Das Wesen der Lust nach den Platonischen Dialogen) el 1922.
Poc després, Gadamer es va traslladar a la Universitat de Friburg i va començar a estudiar amb Martin Heidegger, que aleshores era un jove erudit prometedor que encara no havia rebut una càtedra. Es va apropar a Heidegger, i quan Heidegger va rebre un càrrec a Marburg, Gadamer el va seguir allà, on estava en un grup d'estudiants com Leo Strauss, Karl Löwith i Hannah Arendt. Va ser la influència de Heidegger la que va donar al pensament de Gadamer el seu repartiment distintiu i el va allunyar de les anteriors influències neokantianes de Natorp i Hartmann. Gadamer va estudiar Aristòtil tant amb Edmund Husserl com amb Heidegger.

### Carrera inicial
Gadamer es va doctorar el 1929 i va passar la major part de la dècada del 1930 donant conferències a Marburg. A diferència de Heidegger, que es va unir al Partit Nazi el maig de 1933 i va continuar com a membre fins que el partit es va dissoldre després de la Segona Guerra Mundial, Gadamer va callar sobre el nazisme, i no va ser políticament actiu durant el Tercer Reich. Gadamer no es va unir als nazis i no va servir a l'exèrcit a causa de la poliomielitis que havia contret el 1922. Es va unir a la Lliga Nacional Socialista de Mestres l'agost de 1933.
El 1933 Gadamer va signar el Vot de fidelitat dels professors de les universitats i escoles secundàries alemanyes a Adolf Hitler i a l'Estat nacionalsocialista.
L'abril de 1937 es va convertir en professor temporal a Marburg, i després el 1938 va rebre una càtedra a la Universitat de Leipzig. Des del punt de vista de les SS, Gadamer va ser classificat com a ni favorable ni desaprovador als SD-Dossiers über Philosophie-Professoren (és a dir, fitxers SD sobre professors de filosofia) que van ser creats pel SS -Security-Service (SD). El 1946, les forces d'ocupació nord-americanes van trobar que no estava contaminat pel nazisme i el van nomenar rector de la universitat.
El nivell d'implicació de Gadamer amb els nazis ha estat discutit en les obres de Richard Wolin i Teresa Orozco. Orozco al·lega, en referència a les obres publicades de Gadamer, que Gadamer havia donat suport als nazis més del que havien suposat els estudiosos. Els estudiosos de Gadamer han rebutjat aquestes afirmacions: Jean Grondin ha dit que Orozco es dedica a una caça de bruixes, mentre que Donatella Di Cesare va dir que el material d'arxiu en què Orozco basa el seu argument és en realitat bastant insignificant. Cesare i Grondin han argumentat que no hi ha rastre d’antisemitisme en l'obra de Gadamer, i que Gadamer va mantenir amistats amb els jueus i va proporcionar refugi durant gairebé dos anys al filòsof Jacob Klein el 1933 i el 1934. Gadamer també va reduir el seu contacte amb Heidegger durant l'època nazi.

### A Heidelberg
L'Alemanya de l'Est comunista no va ser més del gust de Gadamer que l'Alemanya nazi, i va marxar a l'Alemanya Occidental, acceptant primer un lloc a la Universitat Goethe de Frankfurt i després va succeir Karl Jaspers a la Universitat de Heidelberg el 1949. Va romandre en aquest càrrec, com a emèrit, fins a la seva mort l'any 2002 als 102 anys. També va ser assessor editorial de la revista Dionysius. Va ser durant aquest temps quan va completar la seva obra magna, Veritat i mètode (1960), i va participar en el seu famós debat amb Jürgen Habermas sobre la possibilitat de transcendir la història i la cultura per trobar una posició realment objectiva des de la qual criticar la societat. El debat no va ser concloent, però va marcar l'inici de relacions càlides entre els dos homes. Va ser Gadamer qui va aconseguir la primera càtedra de Habermas a la Universitat de Heidelberg.
El 1968, Gadamer va convidar Tomonobu Imamichi a conferències a Heidelberg, però la seva relació es va tornar molt genial després que Imamichi al·legués que Heidegger havia tret el seu concepte de Dasein del concepte d’Okakura Kakuzō de das in-der-Welt-sein ('pel fet d'estar al món') expressat a El llibre del te, que el professor d'Imamichi havia ofert a Heidegger el 1919, després d'haver seguit les lliçons amb ell l'any anterior. Imamichi i Gadamer van renovar el contacte quatre anys més tard durant un congrés internacional.
El 1981, Gadamer va intentar relacionar-se amb Jacques Derrida en una conferència a París, però va resultar menys aclaridor perquè els dos pensadors tenien poc en comú. Una darrera reunió entre Gadamer i Derrida es va celebrar al Stift de Heidelberg el juliol de 2001, coordinada pels estudiants de Derrida Joseph Cohen i Raphael Zagury-Orly. Aquesta trobada va marcar, en molts aspectes, un gir en la seva trobada filosòfica. Després de la mort de Gadamer, Derrida va qualificar el seu fracàs per trobar punts en comú com una de les pitjors desfetes de la seva vida i va expressar, en l'obituari principal de Gadamer, el seu gran respecte personal i filosòfic. Richard J. Bernstein va dir que «[un] diàleg genuí entre Gadamer i Derrida no s'ha produït mai. Això és una llàstima perquè hi ha qüestions crucials i conseqüents que sorgeixen entre l'hermenèutica i la desconstrucció».

### Doctorats honoris causa
Gadamer va rebre doctorats honoris causa de la Universitat de Bamberg, la Universitat de Wrocław, el Boston College, la Universitat Carolina de Praga, el Hamilton College, la Universitat de Leipzig, la Universitat de Marburg (1999) la Universitat d'Ottawa, la Universitat Estatal de Sant Petersburg (2001), la Universitat de Tübingen i la Universitat de Washington.

### Mort
L'11 de febrer de 2000, la Universitat de Heidelberg va celebrar el centè aniversari de Gadamer amb una cerimònia i una conferència. L'últim compromís acadèmic de Gadamer va ser l'estiu de 2001 en un simposi anual sobre hermenèutica que dos dels estudiants nord-americans de Gadamer havien organitzat. El 13 de març de 2002, Gadamer va morir a la Clínica Universitària de Heidelberg a l'edat de 102 anys. Està enterrat al cementiri de Köpfel a Ziegelhausen.

## Idees principals
Gadamer afirmava que és impossible assolir l'objectivitat, de manera que el significat d'allò que envolta l'ésser humà s'ha d'assolir per consens, comunicant l'experiència personal parcial a d'altres per aconseguir una veritat pragmàtica. Aquesta experiència està marcada pel context històric, encara que la influència sigui inconscient i, per tant, cal analitzar l'entorn de l'individu per comprendre qualsevol fenomen que l'afecti.
Aquest entorn inclou els textos: comprendre un escrit significa fer entrar en relació els propis apriorismes i coneixements amb els de l'autor, de manera que l'obra es va interpretant constantment en un diàleg amb els successius lectors (idea de la qual va apropiar-se la crítica literària). El diàleg, per no desvirtuar massa el sentit del text, ha de tenir en compte l'horitzó d'expectatives de l'autor, és a dir, s'ha de situar en un context passat però llegit des del present. Aquesta ambivalència és el mètode propi de coneixement de les humanitats i ciències socials, que a vegades busquen (erròniament, segons Gadamer) imitar la metodologia positivista de les ciències exactes.

## Obres
- Wahrheit und Methode. Grundzüge einer philosophischen Hermeneutik. (Tübingen 1960), Unveränd,Tübingen 1975.
- Lob der Theorie, Frankfurt a. M., Suhrkamp, 1983.
- Das Erbe Europas, Frankfurt a. M., Suhrkamp, 1989.
- Über die Verborgenheit der Gesundheit, Frankfurt a. M., Suhrkamp, 1993.
- Der Anfang der Philosophie, Stuttgart, Philipp Reclam, 1996.
- Erziehung ist sich erziehen Heidelberg 2000.
- Hermeneutische Entwürfe. Vorträge und Aufsätze Tübingen 2000.
- Platos dialektische Ethik. Phänomenologische Interpretationen zum Philebos Hamburg 2000.